# Асамски език
Асамският език (самоназвание: অসমীয়া – асамия) е съвременен език, говорен в някои части на Индия. Произхожда от санскритския език и е част от индоевропейската езикова група. Мнозинството от хората, които го ползват за говорим език, обитават долината на Брахмапутра в индийския щат Асам. Малцинства, говорещи асамски, има и в Бангладеш и Бутан. Писмеността на езика се основава на бенгалското писмо и използва много лигатури.
Произходът на асамския не е ясен. Според някои изследователи, той произлиза от камурапи пракрит, използван в древната държава Камарупа. Въпреки това се смята, че заедно с други източни индоарийски езици еволюира преди VII век от индоарийския магадхи. Сроден е с одия, читагонгски, силхетски, ангика и чакма.